# Jo Clifford
Jo Clifford est une dramaturge, comédienne et traductrice écossaise, née à Stoke-on-Trent, dans le North Staffordshire, en 1951, et désormais établie à Édimbourg. Elle est l'autrice de plus de 100 pièces.

## Biographie

### Enfance et adolescence
Née en 1951 dans le North Staffordshire, la dernière d'une famille de garçons, Jo Clifford est envoyée à l'âge de sept ans dans un pensionnat non mixte. Elle vit alors cet évènement comme un véritable traumatisme, en particulier dans la mesure où elle se retrouve séparée de sa mère, laquelle meurt cinq ans plus tard d'une hémorragie cérébrale.
Assignée garçon à la naissance, Jo Clifford se rend compte qu'il ne s'agit pas là d'un rôle qui lui correspond en même temps qu'elle découvre sa vocation théâtrale : à l'adolescence, lorsqu'il lui est donné l'occasion un jour de jouer des rôles féminins dans des pièces au collège. À la suite de cela, elle est victime de harcèlement de la part de ses camarades de classe.
Jo Clifford s'installe en Écosse à l'âge de 17 ans. Travaillée depuis des années par la honte et la peur d'être la seule à éprouver ce qu'elle ressent, elle apprend, grâce à un psychiatre de l'hôpital dans lequel elle est bénévole, qu'il a existé par le passé des systèmes de genre reconnaissant un troisième genre, une découverte qui lui fait beaucoup de bien.

### Études à St Andrews et rencontre avec Sue Innes
Étudiante en langues (espagnol et arabe) à l'Université de St Andrews, c'est au retour d'un séjour d'un an en Espagne que Jo Clifford rencontre, en 1971, Sue Innes, sa future compagne. Ensemble, elles ont deux filles, Rebecca et Katie.
Plus tard, Jo Clifford obtient son PhD après avoir soutenu une thèse sur le théâtre de Pedro Calderón de la Barca.

### Début de carrière au théâtre
À la fin des années 1980, Jo Clifford écrit plusieurs pièces pour le Traverse Theatre. Jouées dans le monde entier, ces pièces ont pour particularités d'accorder un rôle central aux personnages féminins, en plus de faire figurer ces derniers en nombre égal aux personnages masculins. Elle travaille alors également beaucoup pour la radio, adaptant des romans non seulement pour la scène mais aussi pour les ondes. Elle se fait par ailleurs un nom en tant que traductrice, traduisant ainsi des ouvrages de l'espagnol, du français et du portugais vers l'anglais.

### Transition etThe Gospel According to Jesus, Queen of Heaven
Après la mort de Sue Innes en 2005, la première à qui elle ait fait son coming out, quelques mois après leur rencontre seulement, Jo Clifford entreprend des démarches afin d'être officiellement reconnue en tant que femme. À cette période, elle subit aussi un pontage cardiaque.
En 2006, elle officie depuis déjà quelque temps en tant que professeure au sein du Queen Margaret University College d'Édimbourg.
En 2009, Jo Clifford crée pour la première fois The Gospel According to Jesus, Queen of Heaven (ru) pour le Glasgay! Festival (en). La pièce, dans laquelle elle interprète Jésus, de retour aujourd'hui sur Terre sous les traits d'une femme trans, est immédiatement condamnée par l'archevêque de Glasgow, et des manifestants se rassemblent en signe de protestation. Depuis, la pièce et celles qui l'interprètent sont toujours régulièrement attaquées, que ce soit au Royaume-Uni ou à l'étranger, et notamment au Brésil, où la pièce a été momentanément censurée et l'équipe menacée de représailles physiques.
En 2010, Jo Clifford crée pour la première fois Every One au Royal Lyceum, à Édimbourg. La pièce, qui aborde frontalement le sujet de la mort, fait l'objet d'une critique très élogieuse de Mark Fisher dans The Guardian.
En août 2017, Jo Clifford et Chris Goode, qui s'est déjà chargé de la mise en scène d'Every One en 2016, créent ensemble Eve au Traverse Theatre. La pièce est produite par le National Theatre of Scotland. Traduite en italien par Stefano Casi, Eve est interprétée par Eva Robin's, dans une mise en scène de Andrea Adriatico (it), en 2021 à Bologne.

### Reconnaissance
La même année, Jo Clifford intègre le hall of fame des "Outstanding Women of Scotland" de la Saltire Society.
En 2018, Jo Clifford est l'une des douze femmes choisies par la plasticienne Tai Shani (en) pour intégrer Semiramis, la ville que lui a inspirée sa lecture de La Cité des dames, dans le cadre de son projet Dark Continent.
En 2021, elle reçoit un prix lors de la 16ème édition des Olwen Wymark Awards.

## Œuvre

### Pièces de théâtre
- Losing Venice (1985)
- Lucy's Play (1986)
- Playing with Fire (1987)
- The Girl Who Fell to Earth or Shoot the Archduke! (1991)
- Light in the Village (1991)
- Ten Minute Play (1991)
- The Price of Everything (1991)
- What's in a Name (1992)
- Dreaming (1994)
- War in America (1996)
- Charles Dickens: The Haunted Man (2001)
- God's New Frock (2003)
- The World (2005)
- Leave to Remain (2007)
- The Gospel According to Jesus, Queen of Heaven (ru) (2008) ; Édimbourg, Stewed Rhubarb Press, 2014 ; The Gospel According to Jesus, Queen of Heaven: 10th Anniversary Edition, Édimbourg, Stewed Rhubarb Press, 2019
- Chrystal and the General (2009)
- An Apple a Day (2009)
- Every One (2010)
- The Tree of Life (2010)
- The Tree of Knowledge (2011)
- Sex, Chips and the Holy Ghost (2011)
- Eve (2017)
- Five Days Which Changed Everything
- The Not So Ugly Duckling
- The Covid REQUIEM

#### Adaptations
- Romeo and Juliet (1984)
- Heaven Bent, Hell Bound (1987)
- Great Expectations (1988)
- The Magic Theatre (1989)
- Macbeth (1991)
- Don Duardos (1992)
- La Vie de Boheme (1993)
- Visoes de Febre (1994)
- Wuthering Heights (1995)
- Tchaikovsky and the Queen of Spades (2002)
- Anna Karenina (2005)
- Faust Parts One and Two (2006)
- La Princesse de Cleves (2010)
- The Force of Destiny

#### Traductions
- Atlan, Liliane. An Opera for Terezin (1996)

- Calderón de la Barca, Pedro. The House with Two Doors (1982)
- Calderón de la Barca, Pedro. The Doctor of Honour (1983)
- Calderón de la Barca, Pedro. Schism in England (1988)

- Calderón de la Barca, Pedro. Life Is a Dream (1998) ; Nick Hern Books, 1999,  (ISBN 978-1-85-459-188-3)
- Clarinval. S.D.O. (2002)
- Duque de Rivas. The Force of Destiny (2006)
- García Loca, Federico. Blood Wedding (2008) ; Nick Hern Books, 2008,  (ISBN 978-1-85-459-792-2)
- García Loca, Federico. Yerma (2008) ; Nick Hern Books, 2010,  (ISBN 978-1-85-459-578-2)
- García Loca, Federico. The House of Bernarda Alba (1989) ; Nick Hern Books, 2012,  (ISBN 978-1-84-842-181-3)
- Goethe, Johan Wolfgang (von). Faust, Nick Hern Books, 2006,  (ISBN 978-1-85-459-922-3)
- Kwahulé, Koffi. Bintou (2000)
- Lorenzo, Omar. Sitios (2004)
- Planell. Bazaar (1997)
- Rojas, Fernando (de). Celestina (1989) ; Nick Hern Books, 2005,  (ISBN 978-1-85-459-818-9)

### Pièces radiophoniques
- Desert Places (1983)
- Ending Time (1984)
- Writing Home to Mother (1997)
- The Leopard Parts One and Two (1997)
- Letters from a Strange Land (1999)
- The Constant Prince (2001)
- Madeleine (2002)
- Spam Fritters (2009)
- Ain't It Great to Be Bloomin' Well Dead

#### Adaptations
- Torquemada Parts One and Two (2000)

- Baltasar & Blimunda (2001)
- The Chimes (2003)

### Libretti
- Inés de Castro (1989)
- Anna (1993)

#### Adaptation
- The Magic Flute (1998)
- Hansel and Gretel (2000)